# Lizzy Witlox
Lizzy Witlox, (Eindhoven, 11 februari 1995), is een Nederlandse ex-wielrenster, gespecialiseerd in mountainbike Cross-country eliminator en veldrijden. In 2017 won ze de wereldbeker XC Eliminator, met winst in twee van de vier wereldbekerwedstrijden plus twee tweede plekken. In 2016 en 2018 werd ze Nederlands kampioen XCE. Naast en na het wielrennen werkt ze als assistent-accountant.

## Biografie

### Vroege prijzen
Lizzy Witlox begon op achtjarige met racefiets rijden. In het begin reed ze op de weg, enkele jaren later ook in het veld. Bij de jeugd (13, 14 jaar) haalde ze 18 keer het podium, waarvan 5 keer de hoogste trede. Ze haalde bij de jeugd en nieuwelingen in totaal vijf zilveren medailles op het Nederlandse kampioenschap, vier in het veld en een op de weg bij het tijdrijden. De juniorentijd werd verstoord door medische problemen en een serie operaties om weer pijnvrij te kunnen leven en sporten. Daarna boekte ze zulke goede resultaten, dat ze als veelbelovende kandidaat in de nationale selectie veldrijden werd opgenomen en in 2014 een 7e plek behaalde op het Europees kampioenschap.

### Topper XC Eliminator
Haar ervaring met draaien, keren en na een bocht weer aanzetten bleken goed van pas te komen, toen bij het mountainbiken de Eliminator races opkwamen. In 2016 werd ze Nederlands Kampioene. In 2017 werd de UCI Wereldbeker opnieuw opgezet met daarin vier wedstrijden voor de vrouwen. Witlox won in Antwerpen en Waregem, en werd tweede in Apeldoorn en Winterberg. Daarmee haalde ze een duidelijke overwinning in het algemeen klassement. 2018 begon voor Witlox met vermoeidheidsklachten die op overtraindheid duidden, en een maandenlange pauze. Hierna maakte ze de keuze om die zomer vooral te werken aan de voorbereiding van het volgende veldritseizoen. De andere disciplines werden even in de koelkast gezet, in de hoop van de vermoeidheid af te raken. Een paar uitstapjes leverden haar wederom de Nederlandse titel in de XC Eliminator en winst in de wereldbekerwedstrijd in Apeldoorn op.

### Extreme vermoeidheid
De vermoeidheidsklachten waren niet nieuw. Witlox had er al vanaf 2011 last van en in 2019 werden de klachten zo erg dat ze niet meer kon rijden of werken. Na heel wat onderzoeken vond uiteindelijk een cardioloog de oorzaak van de klachten. Haar borstbeen stond te ver naar binnen en drukte op het hart, waardoor het niet goed kon werken. Bij een operatie door specialisten van het ziekenhuis in Heerlen, in oktober 2019, werd een beugel geplaatst. Deze zou in de twee daaropvolgende jaren de stand van het borstbeen moeten corrigeren, en daarna weer worden weggehaald. Na de operatie volgde een pijnlijke revalidatie. In 2020 kreeg ze bij het Kempische crossteam BNS Technics Concrete House de kans om op eigen tempo terug op niveau te komen.

### Ruimte voor een lief
In Coronajaar 2020 werd een nieuwe UCI-maatregel ingevoerd, waardoor je UCI-punten moet hebben om mee te doen aan veldritten in België. Dit pakte nadelig uit voor Witlox, zeker toen het Nederlands Kampioenschap in Zaltbommel op 10 januari 2021 werd afgelast. Door alle ellende werd het voor haar wel duidelijk dat ze graag een relatie wilde. Ze gaf zich op voor seizoen 6 van het programma Married at First Sight, de Nederlandse versie van Blind Getrouwd. In het programma trouwde ze met Lars, maar zou ze ook weer scheiden.

## Palmares

### Mountainbike Eliminator
2016
- Nederlands kampioenschap cross-country eliminator

2017
- 3e Nederlands kampioenschap cross-country eliminator
- Wereldbekerwedstrijd Waregem
- Wereldbekerwedstrijd Antwerpen
- Algemeen klassement wereldbeker cross-country eliminator

2018
- Nederlands kampioenschap cross-country eliminator
- Wereldbekerwedstrijd Apeldoorn

### Veldrijden
2014
- 7e Europese Kampioenschappen veldrijden beloften (onder 23)

2015
- 10e Nederlandse kampioenschappen veldrijden
- 15e Europese kampioenschappen veldrijden beloften (onder 23)

2016
- 8e Nederlandse kampioenschappen veldrijden
- 14e Wereldkampioenschappen veldrijden beloften (onder 23)

2018
- 9e Nederlandse kampioenschappen veldrijden

2019
- 8e Nederlandse kampioenschappen veldrijden

## Trivia
- Lizzy deed mee aan het zesde seizoen van het RTL 4-programma Married at First Sight